# 戈亚内西亚
戈亚内西亚是巴西戈亚斯州的一个市镇。总面积1547.65平方公里，总人口53317人，人口密度34.5人/平方公里。